# Katinka Keus
Katinka Keus (Laren (Noord-Holland), 18 december 1940 – 5 mei 2025) was een Nederlands costumière en restaurator van antieke boeken.

## Familie
Keus was een dochter van beeldhouwer Cornelis Keus (1905–1987) en Maria Catharina Everdina van der Voort (1910–1959). Haar oudere broer Niels Keus werd beeldhouwer, haar jongere zus Maud Keus was als producent jaren betrokken bij programma’s van Van Kooten en De Bie. Katinka Keus was getrouwd met kunstenaar Nicolaas Wijnberg.

## Loopbaan
In haar late jeugd trok Keus richting het ontwerpen van kostuums voor theatervoorstellingen. Ze ontwierp ze het godskostuum voor het toneelstuk Tanchelijn van Harry Mulisch. Ze werkte ook enige tijd bij het atelier van Yvonne Fleury. In 1961 ging ze als au-pair naar Wenen om er te gaan studeren aan de Academie kostuumkunde. Ze woonde in die tijd bij schrijfster Lida Winiewicz. Al tijdens haar opleiding, die ze aanvulde met modellenwerk, mocht ze kostuums ontwerpen. Zo ontwierp ze samen met zus Maud in 1963 voor het Scapino Ballet. In het seizoen 1965/1966 was ze aangesloten bij het Nederlands Dans Theater, ook als costumière. Daarna volgde werk voor het Nieuw Rotterdams Toneel en gezelschap Globe, waarbij ook ontwerper Nicolaas Wijnberg werkte. 
In de jaren 80 schakelde ze over naar boekbinden en later het restaureren van boekbanden. Haar werk kwam te liggen in galeries en tentoonstellingen. Ze werkt bij de mede door haarzelf in 1988 opgerichte Binderij Meridiaan, van waaruit ze masterclasses geeft.
Samen met Jeff Clements (mede-oprichter van Meridiaan) schreef ze het boekje Het herbinden van Beslers Hortus Eystettensis uit 1613 voor de Rijksuniversiteit Leiden (1996). Van 2010 tot 2014 was ze bezig met het restaureren van de Atlas der Neederlanden, die in diezelfde tijd werd gedigitaliseerd. Weer een jaar later gaf ze lezingen aan de Universiteit van Amsterdam in de "Workshop Handschriften". Ze was gespecialiseerd in nieuwe manieren van boekbinden, waarbij de boeken goed openvallen en het binden tegen een redelijke kostprijs kan plaatsvinden. Bovendien moeten de restauraties aan de opnieuw gebonden redelijk eenvoudig weer ongedaan gemaakt kunnen worden.  
Het Rijksmuseum Amsterdam heeft in zijn collectie een door haar gesigneerd en gebonden exemplaar van Album met negen prenten van Nicolaas Wijnberg en een gedicht van John Donne (1993). Ook het Allard Pierson heeft werk van haar en haar man. Het dateert uit 1971 toen André van den Heuvel hun creatie droeg bij opvoeringen van Othello van William Shakespeare.

## Overlijden
Keus overleed op 5 mei 2025 op 84-jarige leeftijd.
- Virtual International Authority File: 251898139